# Baluga (Trnavska)
Baluga (Trnavska) (em cirílico: Балуга (Трнавска)) é uma vila da Sérvia localizada na cidade de Čačak, pertencente ao distrito de Moravica, na região de Pomoravlje. A sua população era de 727 habitantes segundo o censo de 2011.

## Demografia
| 1948 | 1953 | 1961 | 1971 | 1981 | 1991 | 2002 | 2011 |
| ---- | ---- | ---- | ---- | ---- | ---- | ---- | ---- |
| 512  | 542  | 649  | 697  | 732  | 782  | 733  | 727  |